# Салини, Томмазо
Томмазо Салини (итал. Tommaso Salini; 1575, Рим — 13 сентября 1625, Рим) — итальянский художник эпохи барокко, мастер натюрмортов. Принимал заказы на библейские композиции, создал несколько картин бытового жанра. Римская художественная школа.
Небольшое количество фактов из жизни художника восстановлено по архивным документам. Салини родился в Риме около 1575 года. День и месяц рождения неизвестны. Происходил из семьи римского скульптора.
Брался за библейские композиции и картины бытового жанра. Специализировался на создании натюрмортов, не похожих на барочные натюрморты мастеров антверпенской школы или натюрморты голландцев, в чём достиг заметных успехов.
Поддерживал дружеские отношения с художником и историографом Джованни Бальоне (1566—1643). Как и Бальоне, принадлежал к лагерю врагов Караваджо.
Джованни Бальоне написал короткую и неполную биографию Томмазо Салине.
С 1605 года — член Гильдии святого Луки в Риме. После ссоры с Антиведуто Грамматика, последний сделал все возможное, чтобы лишить художника членства в гильдии. Количество членов гильдии было ограничено. Освободившееся после Томмазо Салини место отдали художнику-французу Симону Вуэ. Салини удалось восстановить собственное членство в римской гильдии только в 1618 году.
Был кавалером ордена «Золотой шпоры».
Умер в Риме 13 сентября 1625 года.

## Избранные произведения
- «Натюрморт с овощами, змеей и мышкой», частное собрание
- «Пастушок, играющий с кошкой», Севастополь
- «Басня Эзопа»
- «Пытки Христа», Москва
- «Охотничьи трофеи и фрукты», частное собрание
- «Юноша с фьяскою у полки с капустой», Музей Тиссена-Борнемисы, Мадрид

## Галерея

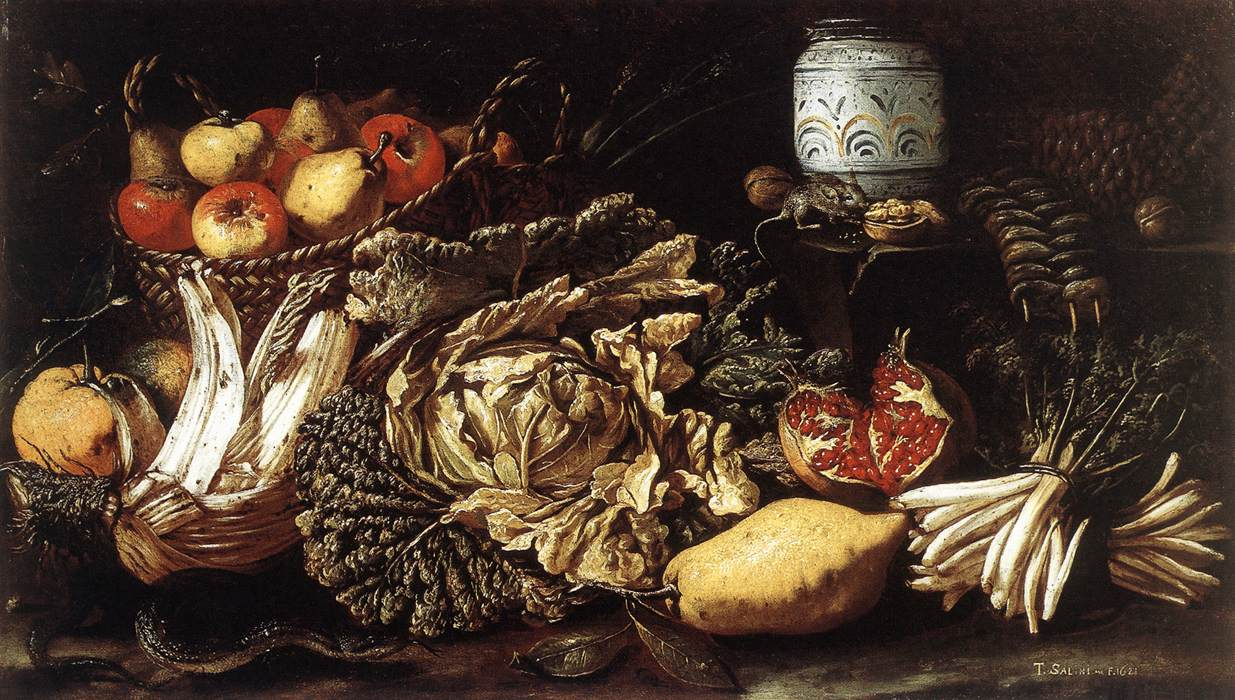
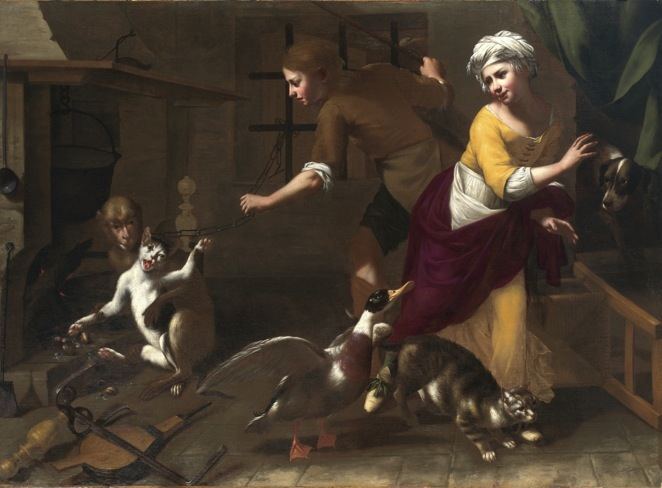
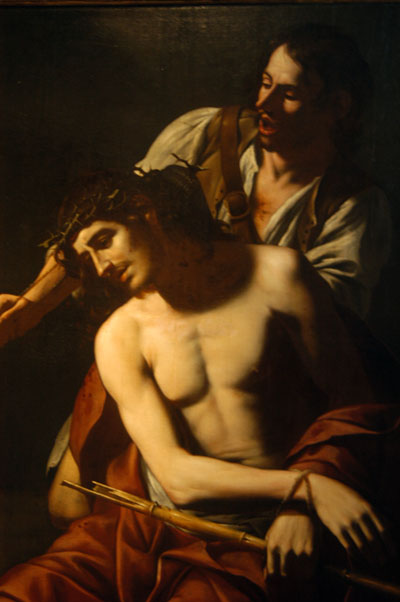